# Raymond de Sèze
Pour les articles homonymes, voir De Sèze.
Raymond, comte de Sèze, ou plus communément Romain Desèze, il est d'abord avocat puis magistrat et homme politique français né le 26 septembre 1748 à Bordeaux et mort le 2 mai 1828 à Paris.

## Biographie

### Famille
Raymond de Sèze est né le 26 septembre 1748 à Bordeaux, de Jean de Sèze, bâtonnier de l'ordre des avocats à Bordeaux, et de Marthe du Bergier.
Il est le frère de Paul-Victor de Seze qui donna une branche également subsistante mais non titrée. Celle-ci porte toujours les armoiries d'avant 1817 décrites ci-dessous. Son neveu, Aurélien, fut célèbre pour l'amitié amoureuse qui le lia dans sa jeunesse à George Sand.
En l'église Saint-Nicolas de Graves, Raymond Desèze épouse le 12 mai 1780 Marguerite Brethous, veuve de Pierre Lazare Dumas. Celle-ci a 30 ans, elle est la fille d'Étienne Brethous, avocat au parlement, et de Marie de Cercelier, elle a deux filles, Marie et Jenny.
Les enfants du couple sont :
- Étienne-Romain de Sèze (1780-1862), premier président de chambre et pair de France, il épouse le 12 août 1822 Armande Bernard de Montebise âgée de 33 ans ;
- Adolphe de Sèze, maître des requêtes au Conseil d'État ; il épouse Henriette Alexandrine Clara Morel de Foucaucourt, fille du baron Édouard Morel de Foucaucourt, colonel à l'état-major ;
- Honorine de Sèze, épouse de Hubert Rohault de Fleury, d'abord lieutenant-colonel du génie puis par la suite directeur de l'École polytechnique, général et pair de France.

Armes de Raymond de Sèze
Avant 1817 : D’azur, à trois tours d'argent, rangées en fasce, accompagnées en chef de deux étoiles d’or et en pointe d’un croissant de même (Armorial de Riestap)[4].
Après 1817 : De gueules, au château de Temple d’argent, accompagné en chef de deux étoiles d’or et en pointe de seize fleurs-de-lis d’argent, 7, 6 et 3 (Armorial de Riestap)[4].

### Carrière d'avocat

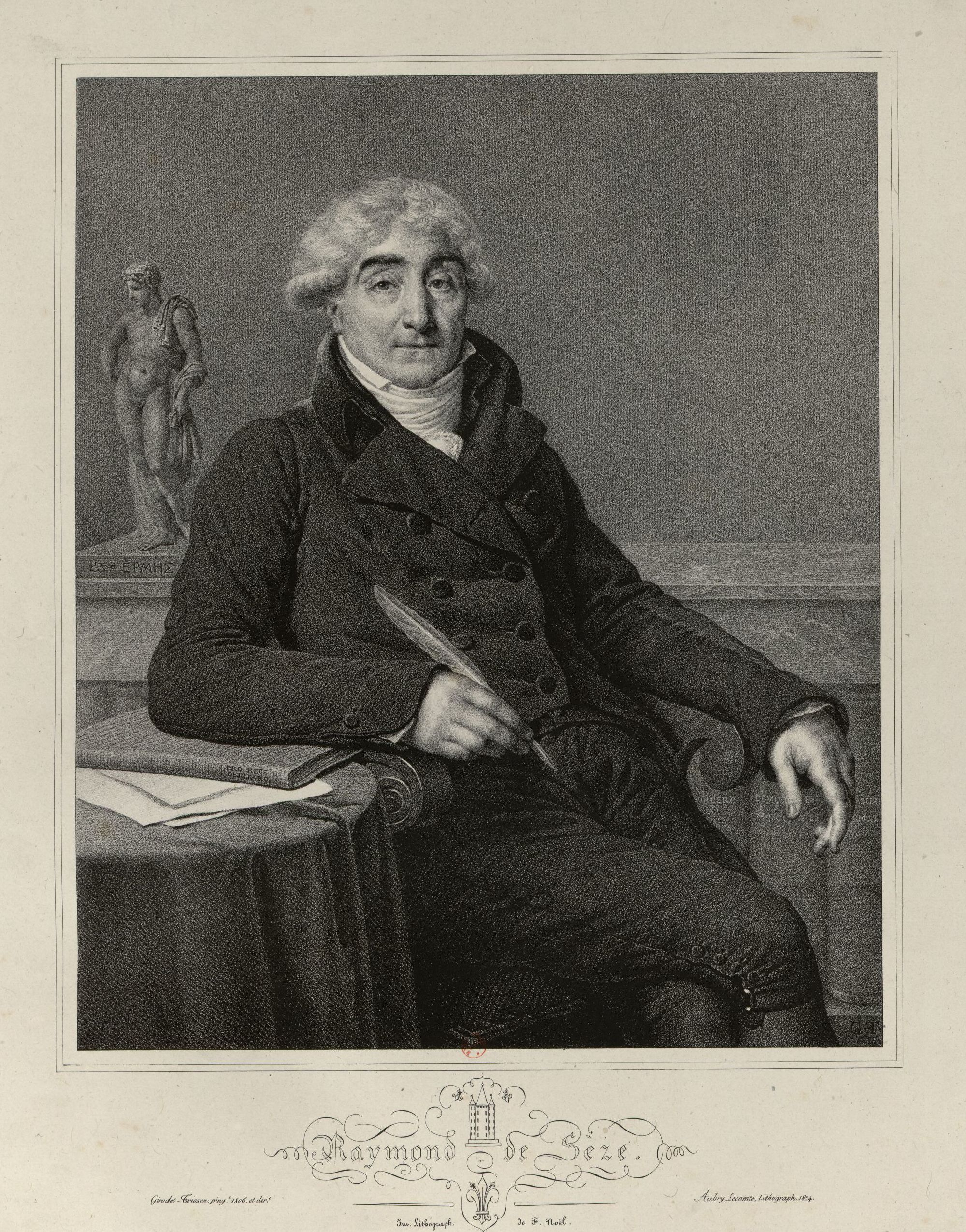
Portrait de Raymond de Sèze.

D'une famille ancienne, après avoir fait son droit, il plaide d'abord dans sa ville natale, puis il est appelé à Paris par le ministre Vergennes, il défend à son début la cause des filles d'Helvétius. Il est choisi pour être le conseil de Marie-Antoinette dans l'affaire du collier de la reine, et fait acquitter Pierre-Victor de Besenval, accusé de haute trahison (1789).
Il est désigné par le roi Louis XVI, au refus de Target, pour être adjoint à ses défenseurs Tronchet et Malesherbes. Il plaide avec courage la défense du roi devant la Convention, le 26 décembre 1792.

#### Sa défense du roi Louis XVI devant la Convention en 1792
Sur la demande de Tronchet et de Malesherbes, le roi accepte un nouveau conseil en la personne de Raymond de Sèze. Ce dernier est averti le 16 décembre 1792 et il se met au travail le 21. Dans la journée il lit les pièces du dossier et la nuit il rédige une plaidoirie. Le 25 décembre il présente son projet au roi et le 26 il plaide devant la Convention. Sa plaidoirie repose sur les points suivants :
- incompétence de la Convention et illégalité de la procédure
- justifications des grandes décisions du roi depuis la tenue des États généraux autour de l'idée que Louis XVI n'a jamais voulu le malheur de son peuple et qu'il n'a jamais voulu que le sang coule

Enfin il s'exclame : « Citoyens, je vous parlerai ici avec la franchise d'un homme libre : je cherche parmi vous des juges et je n'y vois que des accusateurs. Vous voulez prononcer sur le sort de Louis ; et vous avez déjà émis votre vœu ! Vous voulez prononcer sur le sort de Louis, et vos opinions parcourent l'Europe ! Louis sera donc le seul français pour lequel il n'existera aucune loi ni aucune forme ? Il n'aura ni les droits des citoyens, ni les prérogatives de roi. Il ne jouira ni de son ancienne condition, ni de la nouvelle. Quelle étrange et inconcevable destinée ! »
Il est par suite arrêté comme suspect dans sa maison de campagne de Brévannes, près de Corbeil, et détenu à la prison de la Force jusqu'au 31 janvier 1794, puis transféré dans une maison d'où il sort après le 9 thermidor an II (27 juillet 1794).

### La Restauration

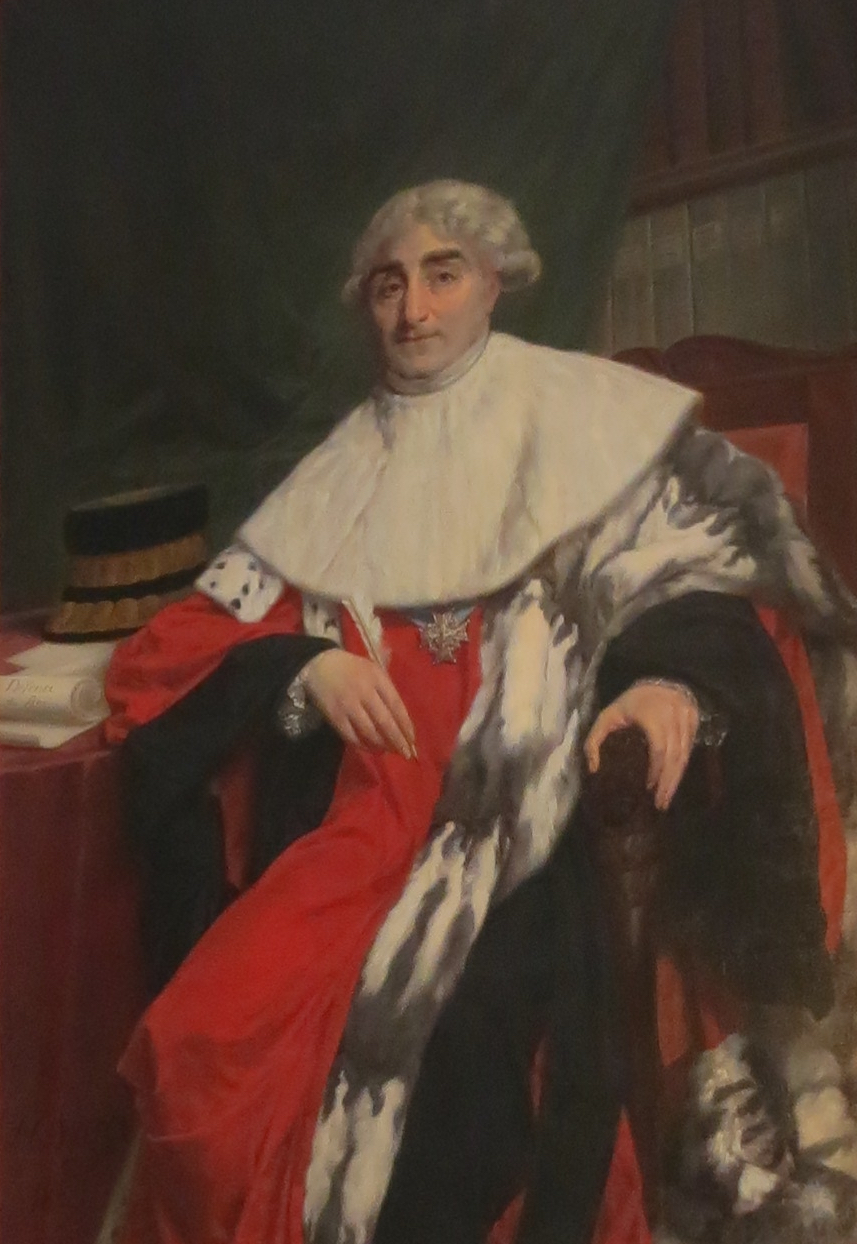
Portrait de Raymond de Sèze, premier président de la Cour de cassation.

En 1815, il est nommé président de la Cour de cassation et le 17 août 1815 pair de France.
Élu à l'Académie française le 22 mai 1816, en remplacement de Jean-François Ducis (33e fauteuil), il y est reçu par le marquis Louis de Fontanes le 25 août suivant. Il répond au discours de réception de Georges Cuvier.
Sa Pairie est instituée sous le titre de comte (sans anoblissement attaché) le 31 août 1817 par le roi Louis XVIII, "afin de jouir de l'institution de son titre de Pairie".
Il est nommé, par le roi Louis XVIII grand trésorier de l'Ordre du Saint-Esprit et président du collège électoral de la Gironde, puis, par le roi Charles X, président du collège électoral de la Seine et ministre d'État.
Raymond de Sèze est franc-maçon, il appartient à la loge les Neuf Sœurs, qui fut également celle de Voltaire.

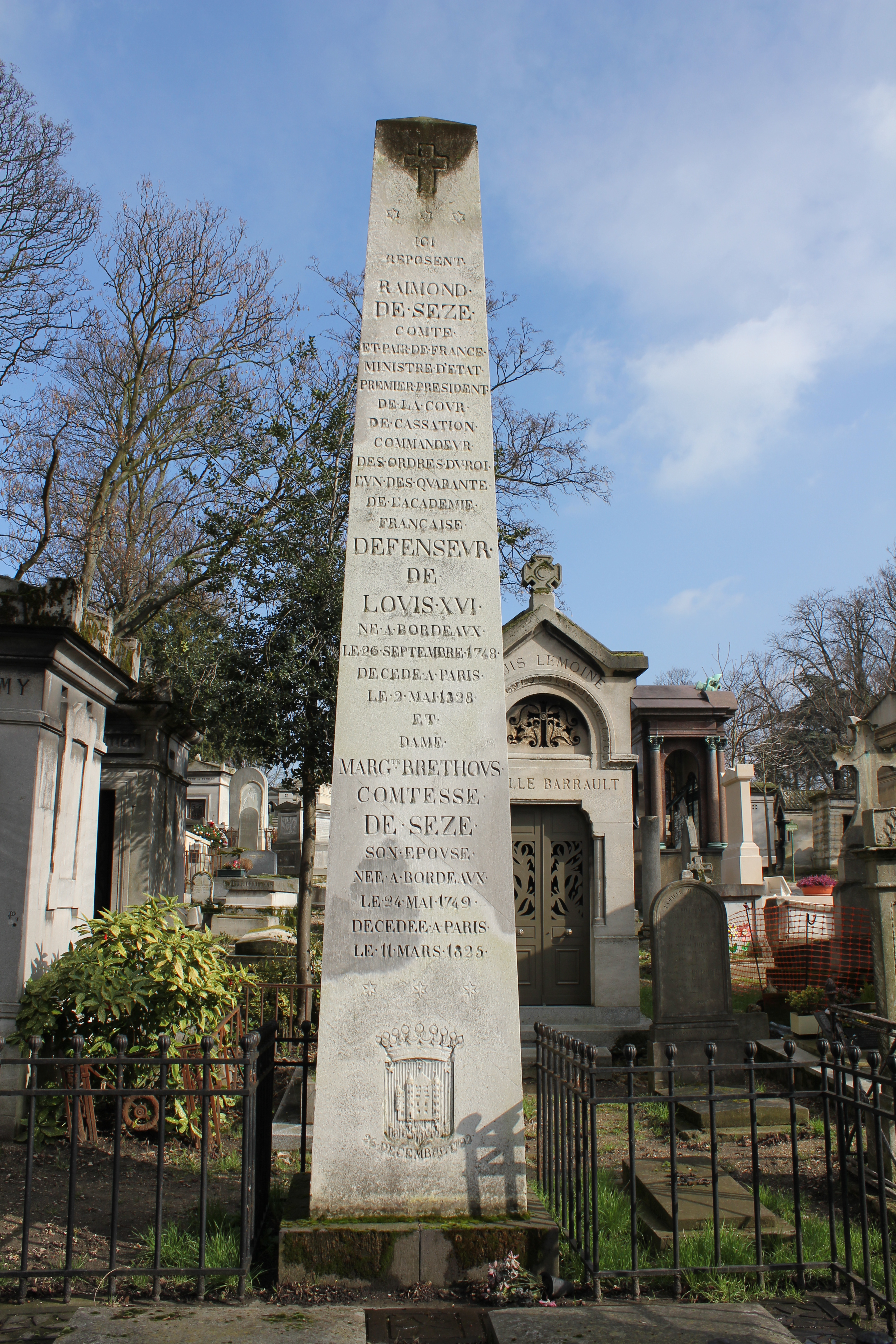
Tombe de Raymond de Sèze au cimetière du Père Lachaise (division 53).

Il meurt le 2 mai 1828 et est inhumé au cimetière du Père Lachaise (division 53). À sa mort, Chateaubriand prononce son éloge funèbre à la Chambre des pairs le 18 juin 1828.
Son fils Étienne-Romain (1780-1862) lui succède à la Chambre des pairs.
Une rose gallique lui est dédiée sous le nom de 'Président de Sèze'.

### Témoignage du roi Louis XVI

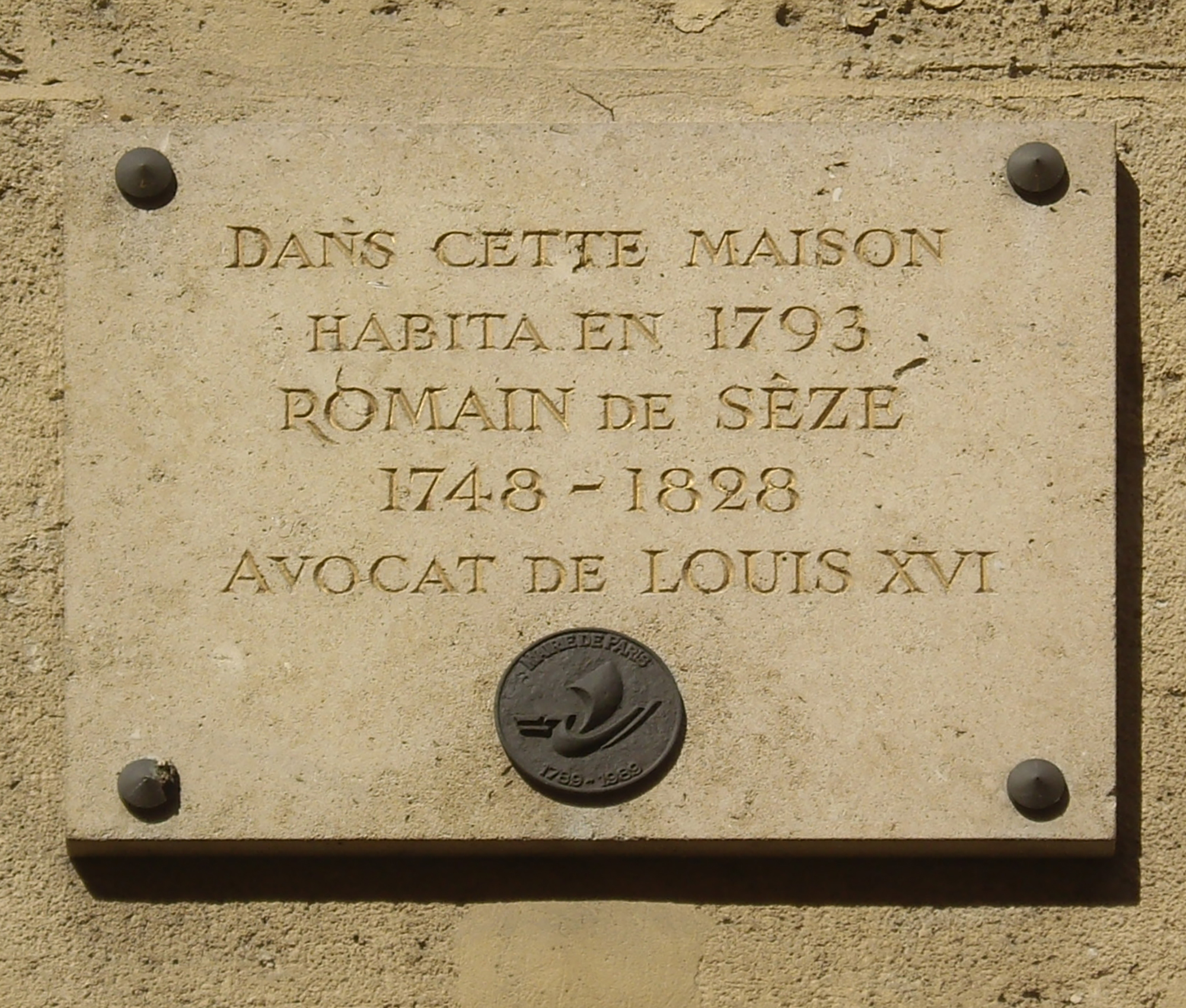
Plaque commémorative au 20 de la rue des Quatre-Fils à Paris.

« Je prie MM. de Malesherbes, Tronchet et de Seze de recevoir ici tous mes remerciements et l'expression de ma sensibilité pour tous les soins et les peines qu'ils se sont donnés pour moi. »

### Autres fonctions
Nommé par le roi Louis XVIII :
- Grand trésorier de l'ordre du Saint-Esprit
- Président du collège électoral de la Gironde

Nommé par le roi Charles X :
- Président du collège électoral de la Seine
- Ministre d'État

## Publications
- Essai sur les maximes et sur les lois fondamentales de la monarchie française. Les vœux d’un citoyen adressés au tiers état de Bordeaux, 1789
- Observations sur le danger de l’établissement d’un tribunal de cassation dans les colonies. Plaidoyer pour le baron de Besenval, 1790
- Réflexions sur l’établissement de la Caisse de Poissy [à l’Assemblée nationale], Paris, Prault, 1790, in-4°, 19 p.
- Convention Nationale. Défense de Louis, prononcée à la Barre de la Convention Nationale, le mercredi 26 décembre 1792, l'an premier de la République, par le Citoyen Deseze, l'un de ses défenseurs officieux ; Imprimé par ordre de la Convention Nationale, Paris, Imprimerie Nationale, 1792, in-8°, [2 (titre, avertissement)], 49, [1 bl.] p.
- La nation française justifiée d’avoir pris part au crime de la mort de Louis XVI, 1817
- Requête au Roi pour la marquise C. de Douhault, 1818
- Réponse au discours de réception de Georges Cuvier, 1818
- Discours sur les prix de vertu 1824, 1824

## Postérité
La rue de Sèze dans les 8e et 9e arrondissements de Paris lui rend hommage, de même qu'une rue de Sèze, dans le 6e arrondissement de Lyon.
Une plaque commémorative lui rend hommage sur la façade de l'hôtel Le Ferron, 20 rue des Quatre-Fils (3e arrondissement de Paris), où il vécut.

## Sources
- « Desèze, Romain », dans Pierre Larousse, Grand dictionnaire universel du XIXe siècle, Paris, Administration du grand dictionnaire universel, 15 vol., 1863-1890 [détail des éditions].
- Marie-Nicolas Bouillet  et Alexis Chassang (dir.), « De Sèze, Raym. » dans Dictionnaire universel d’histoire et de géographie, 1878 (lire sur Wikisource).
- André Sevin, de Seze - Défenseur du Roi (1748-1828), F.-X. Guibert éd., 1992
- Jean de Viguerie, Louis XVI, le roi bienfaisant, éditions du Rocher, mars 2003, pages 392 à 396.
- « Raymond de Sèze », dans Adolphe Robert et Gaston Cougny, Dictionnaire des parlementaires français, Edgar Bourloton, 1889-1891 [détail de l’édition].
- André Deforges, Les Illustres de Bordeaux : catalogue, vol. 2, Bordeaux, Dossiers d'Aquitaine, 2014, 80 p. (ISBN 978-2-84622-255-6, présentation en ligne).